# Rimbo
För andra betydelser, se Rimbo (olika betydelser).
Rimbo är en tätort i Norrtälje kommun i Stockholms län, belägen 20 km väster om Norrtälje längs riksväg 77.

## Historia
Rimbo blev tidigt en marknadsplats, då vattenled och landsväg möttes där. Orten skrevs 1303 ecclesie Ringboheredhi och 1498 Rimbo sochn. 
Rimbo växte fram som ett typiskt järnvägssamhälle vid Rimbo station på Stockholm-Roslagens Järnvägar (SRJ). Banan Länna - Norrtälje öppnades via Rimbo år 1884 (Uppsala - Länna hade öppnat redan 1876). Året efter öppnades järnvägen Stockholm - Rimbo. 1898 togs sträckan från Rimbo i riktning mot Hallstavik i bruk. Runt denna järnvägsknut växte sedan samhället en bit från Rimbo kyrka från 1400-talet.
Tingsstället för Sjuhundra härad flyttade 1870 och gästgiveri försvann och i stället kom järnvägsstation och hotell. Järnvägsepoken varade i cirka 80 år. 
Rimbo ligger i Rimbo socken och ingick efter kommunreformen 1862 i Rimbo landskommun. I denna inrättades för orten 31 december 1914 Rimbo municipalsamhälle. Detta samt landskommunen uppgick 1952 i Sjuhundra landskommun där municipalsamhället upplöstes med utgången av 1957. Orten kom sedan mellan 1967 och 1970 ingå i en nybildad Rimbo landskommun för att sedan från 1971 ingå i Norrtälje kommun.

### Befolkningsutveckling
| Befolkningsutvecklingen i Rimbo 1950–2020                                                     | Befolkningsutvecklingen i Rimbo 1950–2020 | Befolkningsutvecklingen i Rimbo 1950–2020 | Befolkningsutvecklingen i Rimbo 1950–2020 | Befolkningsutvecklingen i Rimbo 1950–2020 |
| --------------------------------------------------------------------------------------------- | ----------------------------------------- | ----------------------------------------- | ----------------------------------------- | ----------------------------------------- |
|                                                                                               |                                           |                                           |                                           |                                           |
| År                                                                                            |                                           |                                           | Folkmängd                                 | Areal (ha)                                |
| 1950                                                                                          | 1950                                      |                                           | 1 079                                     |                                           |
| 1960                                                                                          | 1960                                      |                                           | 1 678                                     | 155                                       |
| 1965                                                                                          | 1965                                      |                                           | 2 431                                     | 179                                       |
| 1970                                                                                          | 1970                                      |                                           | 3 237                                     |                                           |
| 1975                                                                                          | 1975                                      |                                           | 3 404                                     |                                           |
| 1980                                                                                          | 1980                                      |                                           | 3 340                                     |                                           |
| 1990                                                                                          | 1990                                      |                                           | 3 913                                     | 234                                       |
| 1995                                                                                          | 1995                                      |                                           | 4 183                                     | 245                                       |
| 2000                                                                                          | 2000                                      |                                           | 4 256                                     | 249                                       |
| 2005                                                                                          | 2005                                      |                                           | 4 606                                     | 255                                       |
| 2010                                                                                          | 2010                                      |                                           | 4 629                                     | 257                                       |
| 2015                                                                                          | 2015                                      |                                           | 4 882                                     | 345                                       |
| 2020                                                                                          | 2020                                      |                                           | 5 223                                     | 347                                       |
| Anm.: 2015 utökades tätortens område och den tidigare småorten Midsjö blev en del av tätorten |                                           |                                           |                                           |                                           |

## Samhället
I Rimbo finns Rimbo kyrka, en stenkyrka, som invigdes åt aposteln Andreas, uppfördes under 1400-talets senare hälft. Också Rimbo station med lokstallar. 

## Kommunikationer
Rimbo var en viktig järnvägsknut inom Stockholm–Roslagens Järnvägar.
Järnvägarna började avvecklas under 1960-talet då person- och godstrafiken på de olika linjerna till och från Rimbo successivt lades ner. 1981 lades den sista linjen ned då persontrafiken försvann mellan Rimbo och Kårsta, en sträcka som utgjorde den nordligaste delen av linjen från Stockholms östra station. Det finns en förening som arbetar för en utbyggnad av järnvägstrafiken till Rimbo. 
- Busslinje  SL 639 till/från Stockholm (Tekniska högskolans buss- och tunnelbanestation).
- Busslinje SL 647 och SL 677 till/från Norrtälje.
- Busslinje SL 677 till/från Uppsala, med anslutning till/från UL-linje 806 mellan Knutby och Arlanda.
- Busslinje SL 639 till/från Edsbro och Hallstavik.

Från Rimbo utgår även tre mer lokala busslinjer
- SL 646 till Närtuna och Gottröra (fram till 2015 även Abrahamsby).
- SL 648 till Rånäs, Ubby, Varleda och Rörsby (strax utanför Knutby).
- SL 649 till Rö och Beateberg.

## Näringsliv
Här finns bland annat regionens största tvätteri, Textilia. Här finns även viss tillverkningsindustri.
Rimbo marknad är Sveriges största endagsmarknad och håller till en gång om året i orten Rimbo. Marknaden inträffar den första torsdagen i oktober varje år och lockar folk från hela Sverige. Den räknar sin historia till medeltidens marknadsdagar. Marknadsdagarna fick ett uppsving i slutet på 1800-talet när Rimbo blev en järnvägsknut. Sedan 1962 arrangeras den återstående endagsmarknaden av Rimbo IF, som fick ställas in 2020 och 2021 på grund av rådande coronaviruspandemi.

### Handel
Rimbo har två matvarubutiker. ICA ligger i utkanten av Rimbo medan Coop ligger vid Köpmannagatan i Rimbo centrum. I centrum finns även lågprisvaruhuset Billigt och Bra, som öppnade i november 2014.
Rimbo hade tidigare en egen konsumentförening, Rimbo konsumtionsförening (senare Konsum Rimbo). Den har senare fusionerats in i andra konsumentföreningar. Systembolaget etablerade sig i Rimbo år 1998.

### Bankväsende
Norrlandsbanken öppnade ett avdelningskontor i Rimbo den 17 december 1900. Den år 1908 grundade Roslagens folkbank hade vid 1910-talets mitt etablerat ett avdelningskontor i Rimbo. Norrlandsbanken uppgick år 1917 i Svenska Handelsbanken. Roslagens folkbank togs över av Industribanken och sedermera Nordiska handelsbanken. Även Upplands enskilda bank etablerade ett kontor i Rimbo. År 1925 köpte Uplands enskilda bank Nordiska handelsbankens kontor i Roslagen, inklusive det i Rimbo. På 1930-talet öppnade Norrtälje stads och mellersta Roslagens sparbank ett kontor på orten.
Nordea hade kvar sitt kontor i Rimbo in på 2010-talet, men avvecklades därefter. Den 24 maj 2021 stängde även Handelsbanken. Därefter fanns Roslagens sparbank kvar på orten.

## Idrott
Rimbo HK Roslagen, grundat 1973, har ett herrlag i Allsvenskan (kvalade 2013 till Elitserien och spelade 1 år i elitserien) och ett damlag i Div 1 Östra, som spelat i allsvenskan i många år och även har spelat ett år i elitserien. Herrspelaren Jerry Tollbring är från Rimbo och är fostrad i klubben.
Klubben har även vunnit Elitklassen Åhus Beachhandbollscup totalt 4 gånger, 2006, 2009 och 2010 av herrarna och 2010 av damerna